# Универзитетски трг (Ниш)
Универзитетски трг (раније Трг уједињења, Трг братства и јединства) представља само проширење са сквером између Тврђаве и зграде Универзитета, на десној обали Нишаве.

## Историја
Простор за Трг настао је још 1878. године и то рушењем оријенталних делова Београдмале на јужној, и насипавањем тврђавског рова на десној страни. То се јасно види из плана 1878 године ( Бинтеров план), као да је и на месту рова постајала чесма.
Из даљих панорамских снимака направљених у истом периоду, види се хаотична и згуснута структура оријенталне Београдмале. Сам тај простор, као и простор који је захватао, тада трг Братства и јединства, до краја 20. века, описује се као неуредна тескоба и нелистоћа, која је на становништво и пролазнике остављала само лоше успомене. Међутим, у кратком року, долази до затрпавања рова, па је место добило одређенију и сређенију структуру.
Већ 1880. године, донет је захтев за изградњу Окружног налелства, а сами радови зграде ондашњих димензија завршени су седам година касније. Источно од зграде остављено је веће проширење за трг. Одређени делови остављеног проширења су у кратком року били и озелењени, и пошумљени. Отворена је улица која иде према реци, Нишави, заштићена косом обалоутврдом- кеј Мике Палигорића. Сада је трг окружен Тврђавом, зградом Окружног начелства, и новоотвореном улицом. У склоп тог трга улази и пошумљени део. Део око трга, или кеј Мике Палигорића је поплочан, док су други делови, који одвајају пешачки од моторног саобраћаја озелењени. Овакав облик трга ће дуго задржато свој изглед.
Касније у периоду од 1925. до 1935, долази до значајних реконструкција.
Доградњом предњег дела зграде, за потребе Моравске бановине, формира се нови трг, у величини коју је иамо некада, крајем 19. veka. 
Трг је био и остао отворен према Бановини и Тврђави. На њему је био одворен и касније у свим реконструкцијама и трансформација задржан одвојен саобраћај и парковски део. Трг мења назив у Трг Уједињења. У наведеном обиму и границама, и са идентичним садржајима, ушао је као наслеђе у састав нове Југославије после 1944. године. Део око трга, или кеј Мике Палигорића је поплочан, док су други делови, који одвајају пешачки од моторног саобраћаја озелењени. Једини нови садржај на тргу је биста народног хероја Ђуке Динић и трг је добио ново име: Трг Братства и јединства. Године 1976, трг је обновљен и преуређен али без битније реконструкције простора. Постајао је предлог да се уз трг са пијачне стране изгради зграда Народног музеја и универзитетске библиотеке, али идеја није остварена.
Године 2000. на тргу је постављена спомен капела жртвама настрадалим у бомбардовању 1999. године.
Трг је 2010. променио назив у Универзитетски трг, због близине седишта Универзитета у Нишу.